# Тампа
Тампа (на английски: Tampa) е град в Съединените американски щати, щата Флорида, окръжен център на окръг Хилсбъро.

## Население
Населението на Тампа е 385 430 души (по приблизителна оценка от 2017 г.), което го прави третия по големина град в щата след Джаксънвил и Маями.

## География
Намира се на 15 метра надморска височина в Южната крайбрежна равнина, на западното крайбрежие на Флорида на брега на Мексиканския залив. Общата площ на Тампа е 441,9 км² (170,6 мили²).

## Известни личности
Родени в Тампа
- Морган Пресел (р. 1988), състезателка по голф

## Побратимени градове
- Агридженто, Италия